# Wer springt am höchsten?
Wer springt am höchsten?, auch Die Mutprobe (schwedisch Hoppa högst) ist eine Geschichte von Astrid Lindgren.

## Handlung
Seitdem Stig und Albin geboren sind, liefern sich ihre Mütter einen Wettstreit darüber, wer von den beiden was am besten kann. Als die beiden Jungen größer werden, führen sie den Konkurrenzkampf ihrer Mütter weiter. Sie tun dafür auch Dinge, die sie ohne diesen Wettkampf niemals machen würden. So essen sie zum Beispiel Regenwürmer, um nicht vor dem jeweils anderen und ihren Mitschülern als Feiglinge dazustehen.
Eines Tages geht der Wettstreit darum, wer von den beiden am höchsten springen kann. Die beiden lassen sich zu immer höheren Sprüngen verleiten. Dann springen beide vom Kuhstalldach. Dieser Sprung ist jedoch so hoch, dass die beiden sich verletzen und im Krankenhaus landen.
Im Krankenhaus liegen die beiden nebeneinander. Als sie sich anschauen, müssen sie plötzlich lachen. Sie fragen sich, wozu es gut war, Regenwürmer zu essen oder vom Kuhstall zu springen.

## Hintergrund
Die Geschichte wurde erstmals 1949 in der schwedischen Zeitschrift Folkskolans Barntidning veröffentlicht. Illustriert wurde die Geschichte von Å. L. 1950 erschien die Geschichte  mit Illustrationen von Ingrid Vang Nyman in der Kurzgeschichtensammlung Kajsa Kavat. (1952, deutsch Sammelaugust und andere Kinder).  Außerdem gab es in Schweden zu der Geschichte ein Hörbuch, welches von Astrid Lindgren persönlich gelesen wurde. In Deutschland erschien sie in einigen von Astrid Lindgrens Kurzgeschichtensammlungen als Wer springt am höchsten?, sowie in einigen deutschen Schulbüchern unter dem Titel Die Mutprobe.

## Verfilmung
Johanna Hald drehte im Jahr 1989 die Verfilmung zu der Geschichte.

## Rezeption
DeAgnosti findet, dass die Geschichte zeige, wie auch Eltern ihren Teil dazu beitragen können, die Kinder unter Druck zu setzen. Die Mütter von Albin und Stig würden ihren Kindern als negatives Vorbild dienen. Deren erbitterter Wettkampf habe sich auch auf die Söhne übertragen. Die Geschichte zeige, welchen großen Einfluss die Erziehung auf die kindliche Persönlichkeitsentwicklung habe und darauf wie Kinder später mit Leistungsdruck umgehen würden. Die Geschichte zeige auch, dass Kinder, die lernen, dass nicht alles immer hundertprozentig funktionieren müsse, mehr Selbstvertrauen, soziale und kreative Fähigkeiten aufbauen würden. Druck und Angst würden das Gegenteil bewirken.

## In Deutschland veröffentlicht in
- Sammelaugust und andere Kinder, 1952, Verlag Friedrich Oetinger, Hamburg, illustriert von Ingrid Vang Nyman, ins Deutsche übersetzt von Karl Kurt Peters
- Astrid Lindgren erzählt, 1971, Verlag Friedrich Oetinger, Hamburg, illustriert von Margret Rettich, ins Deutsche übersetzt von Karl Kurt Peters
- Erzählungen, 1990, Verlag Friedrich Oetinger, Hamburg, illustriert von Ilon Wikland, ins Deutsche übersetzt von Karl Kurt Peters
- Die Puppe Mirabell und andere Geschichten, 2006, Verlag Friedrich Oetinger, Hamburg, illustriert von Ilon Wikland, ins Deutsche übersetzt von Karl Kurt Peters
- Erzählungen und Märchen, 2007, Verlag Friedrich Oetinger, Hamburg, illustriert von Ilon Wikland, ins Deutsche übersetzt von Karl Kurt Peters
- Lesebuch und Sprachlehre Teil: 5 (als Die Mutprobe), Schneider, Hans W. (Hg.), București : Editura Didactică si Pedagogică, 1986